# Bande dessinée
Pour les articles homonymes, voir Blu-ray Disc, Neuvième Art (périodique), BD (homonymie) et Bédé.

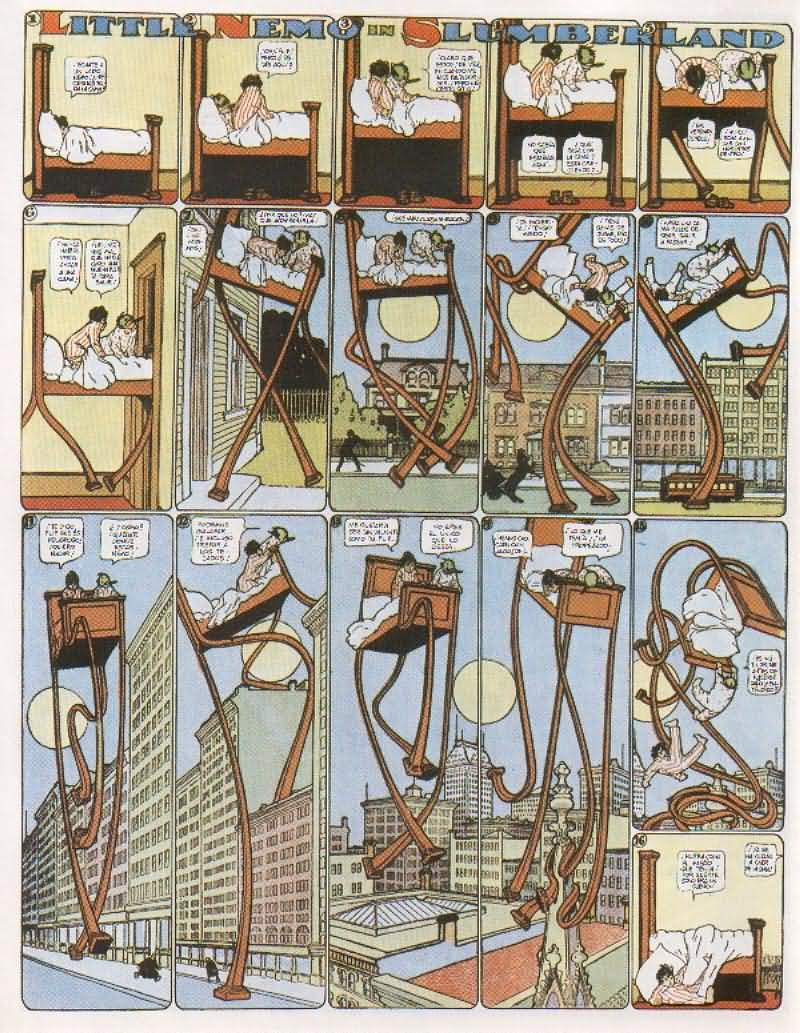
Planche du Little Nemo de Winsor McCay (1905).

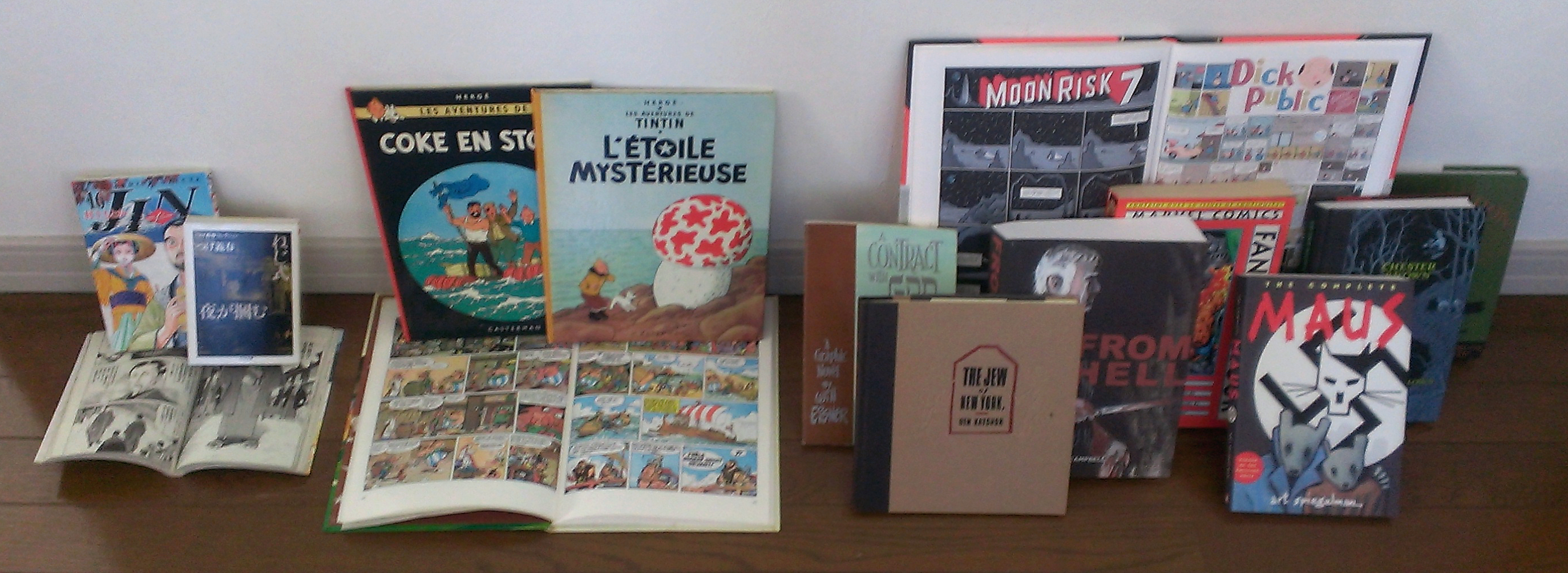
Mangas, bandes dessinées franco-belges, comics et romans graphiques. Un éventail de la diversité culturelle et éditoriale de l’univers polymorphe de la bande dessinée.

Une bande dessinée (dénomination communément abrégée en BD ou en bédé) est une forme d'expression artistique, souvent désignée comme le « neuvième art », utilisant une juxtaposition de dessins (ou d'autres types d'images fixes, mais pas uniquement photographiques), articulés en séquences narratives et le plus souvent accompagnés de textes (narrations, dialogues, onomatopées). Will Eisner, un des plus grands auteurs américains de bande dessinée, l'a définie (avant l'émergence d'Internet) comme « la principale application de l'art séquentiel au support papier ».
La bande dessinée peut désigner, selon le contexte, la forme d'expression, c'est-à-dire la technique en tant que telle, mais aussi le médium qui supporte la bande dessinée (livres de différentes formes, support numérique). Son origine est attribuée à Rodolphe Töpffer au XIXe siècle. Richard Felton Outcault avec The Yellow Kid est également un des précurseurs du genre.
En Amérique du Nord où les anglophones l'appellent comics, la bande dessinée devient populaire au début du XXe siècle et un développement important survient dans les années 1930 avec l'émergence de la bande dessinée de superhéros dont la tête de pont est Superman, personnage créé en 1938 dans Action Comics. C'est également à l'entre-deux-guerres qu'Hergé crée Les Aventures de Tintin qui restent un classique de la bande dessinée franco-belge au style dit ligne claire. Au Japon, Osamu Tezuka popularise la bande dessinée (appelée là-bas manga) après la Seconde Guerre mondiale.
Initialement considérée comme un sous-genre de la littérature, ou un art mineur comparativement à la peinture, et destinée avant tout aux enfants, la bande dessinée gagne à partir des années 1960 une légitimité en tant que telle. Ses auteurs exposent, vendent des planches originales comme peuvent le faire d'autres artistes, des festivals drainant des milliers de visiteurs lui sont consacrés à l'instar du Festival international de la bande dessinée d'Angoulême inauguré en 1974 en France et une reconnaissance en tant qu'art lui est accordée, que ce soit par des prix comme ce fut le cas pour la bande dessinée d'Art Spiegelman Maus récompensée par le prix Pulitzer en 1992 ou par des expositions dans les musées.
De nouveaux genres émergent, certains auteurs se revendiquent ou sont « catégorisés » comme appartenant à une bande dessinée alternative explorant de nouveaux modes de narration, de nouveaux formats. Des éditeurs décidés à se consacrer spécifiquement à ce segment voient le jour, visant une clientèle plus adulte. Grâce à l'essor d'Internet et au perfectionnement des outils numériques de création, les auteurs de bande dessinée s'emparent de ce nouveau mode de communication, en publiant des bandes dessinées inédites directement sous forme de blogs BD ou en passant du support papier à la bande dessinée en ligne.

## Définitions
Si une image unique (une illustration, un dessin d'humour…) peut être narrative, elle ne peut pas relever de la bande dessinée, puisque « le propre de celle-ci est le dévoilement progressif de l’histoire racontée, sa répartition en « paquets narratifs » ou « fragments d’espace-temps » placés les uns à la suite des autres ». Pour autant, il ne suffit pas de juxtaposer des images pour créer une bande dessinée : il faut qu'elles entretiennent entre elles certains rapports de sens ou de temporalité.

### Médium bande dessinée
Si la définition du concept de bande dessinée partage encore les critiques et les spécialistes de la bande dessinée, les amateurs n’ont aucune difficulté à définir dans la pratique le médium bande dessinée.
- Bande dessinée : succession d'images organisées pour raconter une histoire et présentées de façons diverses (en planche, en illustré, en petit format, en album, etc.).
- Histoire en images : distinction faite par certains spécialistes pour différencier les suites d'images organisées pour raconter une histoire mais dont le texte est disposé en récitatif sous les images. Se présente aussi sous diverses formes. C'est le cas des fameuses images d'Épinal de l'imagerie Pèlerin, des œuvres de Christophe.

Dans la pratique, il est arrivé aux deux genres de coexister chez le même auteur : pour des raisons de format et de qualité d'impression, Marten Toonder fut publié sous forme d'histoire en images dans la presse régionale française ainsi que dans le quotidien La Croix, mais en bande dessinée chez Artima. L'hebdomadaire pour la jeunesse Cœurs vaillants imposa quelque temps à Hergé un format double (bande dessinée de Tintin en Amérique dont chaque case avait une légende sous-jacente), puis y renonça.

### «Neuvième art»

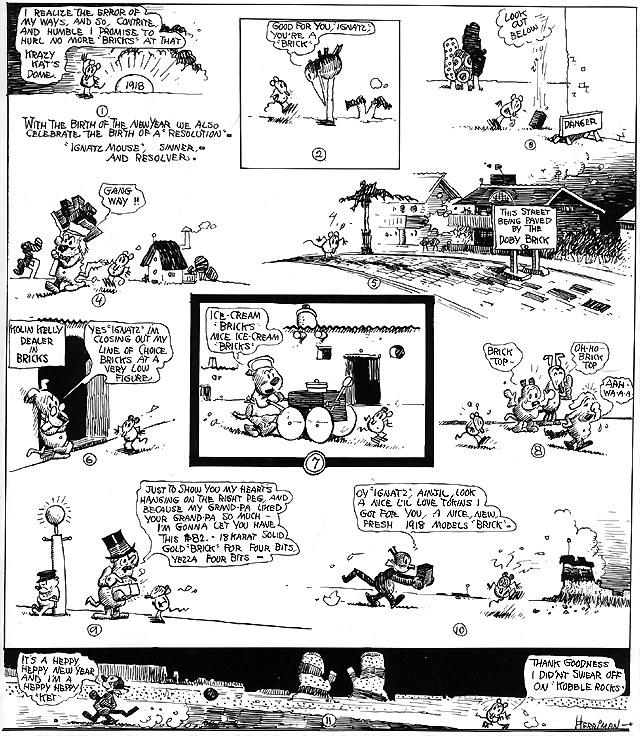
Krazy Kat de George Herriman.

Il est de coutume de distinguer « la » bande dessinée et « les » bandes dessinées. Cette distinction est mise en lumière par Francis Lacassin. « La » bande dessinée est le concept, c'est-à-dire l’Art — le 9e — et la technique permettant la réalisation de cet art. « Les » bandes dessinées sont les médias par lesquels est véhiculé cet art. Cela implique de donner une double définition, celle de la bande dessinée et celle du médium bande dessinée.

### «Sous-art»

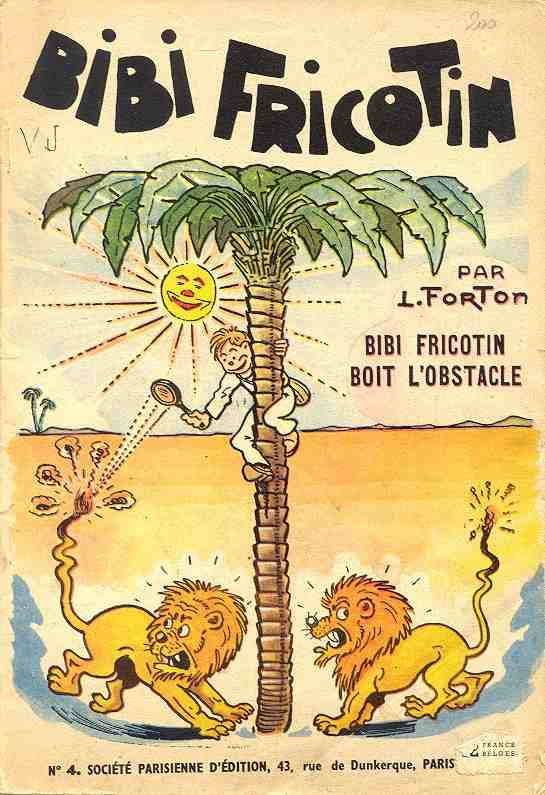
Bibi Fricotin de Louis Forton.

Puisque la bande dessinée est un art, il en existe deux grandes perceptions. La première considère la bande dessinée comme un art mineur, la bande dessinée est de l’art. L'autre fait de la bande dessinée un art à part entière. Au même titre que la musique pop ou le roman policier, la bande dessinée connut le plus grand mal pour acquérir une véritable reconnaissance. D'abord considérée comme un simple outil de divertissement destiné à la jeunesse, la bande dessinée dut s'émanciper de son statut de comic pour asseoir un moyen d'expression artistique nouveau. Certains auteurs contribuèrent largement à cette reconnaissance, tel Hugo Pratt.
Ce sentiment semble cependant moins fort aujourd'hui. Ainsi, Vincent Bernière écrit-il en 2008 que « vouloir défendre la bande dessinée japonaise, ou la bande dessinée en général, est un combat d'arrière-garde ». Il exprime ainsi avec confiance son sentiment que l'époque où la bande dessinée était considérée comme un sous-art est désormais révolue même si certains comme Alain Finkielkraut continuent à en parler, par mépris vis-à-vis des livres illustrés, comme d'un « art mineur ».
Si la bande dessinée est « de » l’art, il faut alors que cet art se rattache à toutes les formes picturales qui l’ont précédé. C’est la position de Scott McCloud. Cette façon de percevoir la bande dessinée oblige à la replacer dans le grand courant artistique et culturel qui commence avec les premiers dessins, ceux de l’art pariétal, comme à la grotte de Lascaux, même si aujourd'hui un tel rapprochement est artificiel. A priori les spécialistes s'accordent sur le fait qu'il ne s'agit pas de suites de dessins. De plus, la qualité narrative de ces peintures reste à prouver, de nombreux archéologues, comme le professeur Norbert Aujoulat, responsable du site, penchent pour une interprétation chamanique, les dessins auraient une fonction « magique ».
Il n'existe donc pas de raison de rattacher les peintures rupestres à la bande dessinée plutôt qu'aux autres arts graphiques au même titre que les bas-reliefs des temples égyptiens, les codex précolombiens et les Biblia pauperum de la fin du Moyen Âge. Le philosophe et missionnaire catalan Raymond Lulle fait exécuter, au XIVe siècle des histoires en images juxtaposées mettant en scène ses aventures notamment en terres musulmanes. Les séquences d'images sont dialoguées à l'aide de phylactères. Dans la tradition catalane, les aucas constituaient des séries d'images, accompagnées de textes rimés racontant une histoire. Il faut encore ajouter à cette liste : la Tapisserie de Bayeux, le Rouleau de Josée de la bibliothèque vaticane et les 182 collages de Max Ernst Une semaine de bonté. Ces références artistiques ont toutes en commun la volonté de raconter une histoire comme le fait une bande dessinée ou encore les frises du Parthénon à Athènes, la colonne Trajane à Rome, les bas-reliefs du temple d'Angkor Vat au Cambodge.
« L'histoire de l'art ne pouvait donc pas reconnaître dans la dimension narrative de ces œuvres le critère d'une discipline autonome au sein des arts visuels ». Cette vision d'un grand courant artistique qui parcourt l’histoire de l’art pour donner ses lettres de noblesse à la bande dessinée est de moins en moins retenue depuis la mise en avant de la bande dessinée, neuvième art.
Dans le deuxième cas, si la bande dessinée est « un » art, il faut définir en quoi la bande dessinée est « un » art, il ne suffit pas de l'affirmer. Là encore deux perceptions s’affrontent : la bande dessinée est un art à la croisée de l’écriture littéraire et de l’écriture graphique. C’est la vision de l’inventeur de la bande dessinée Rodolphe Töpffer : « Ce petit livre est d’une nature mixte. Il se compose de dessins autographiés au trait. Chacun des dessins est accompagné d'une ou deux lignes de texte. Les dessins, sans le texte, n’auraient qu’une signification obscure ; le texte, sans les dessins, ne signifierait rien. Le tout ensemble forme une sorte de roman d’autant plus original qu’il ne ressemble pas mieux à un roman qu’à autre chose. » Ce que R. Töpffer appellera « Littérature en estampes » dans son Essai de Physiognomonie et Will Eisner Sequential Art, « l’Art séquentiel » ou Visual Narrative, « La Narration visuelle ».
Si la bande dessinée n'est que graphique regroupant texte et dessin, le texte doit s’inscrire obligatoirement sous une forme graphique dans le dessin au sein d’une bulle : selon H. Filippini, « la bande dessinée est une suite de dessins contant une histoire ; les personnages s’y expriment par des textes inscrits dans des bulles ». Cette définition rejette les auteurs de bandes dessinées appelées alors « histoires en images » comme les Français J-P. Pinchon (Bécassine), Louis Forton (Les Pieds nickelés et Bibi Fricotin), le Néerlandais Marten Toonder (Tom Pouce), les Américains Rudolph Dirks (Katzenjammer Kids ; en français Pim Pam Poum) et Gustave Verbeek (Upside-Downs ; en français Dessus-dessous). Cette définition rejette aussi, peut-être moins catégoriquement, les bandes dessinées sans texte comme celles de l'Américain Otto Soglow (Little King ; en français Le Petit Roi) qui en 1975 ne comportaient toujours pas de texte.
Les spécialistes de la bande dessinée défendent avec de moins en moins de vigueur cette deuxième vision restrictive de la bande dessinée, même H. Filippini intègre tous les auteurs cités ci-dessus dans son Dictionnaire de la bande dessinée (cf. bibliographie).
Toutefois ce débat ne peut pas rester celui de spécialistes, ce serait un paradoxe au regard de la popularité du genre… Par exemple la BD est maintenant considérée comme un genre au sein de l'art contemporain, lorsque sur un plan uniquement esthétique (mais pas narratif) elle résulte d'une démarche artistique ; cette reconnaissance conduit des auteurs à exposer et à vendre leurs planches originales, mais il s'agit là d'une démarche artistique dérivée de la bande dessinée considérée comme un art en elle-même puisque dans ce cas ce sont seulement des fragments de bande dessinée.

### Plusieurs foyers à la bande dessinée

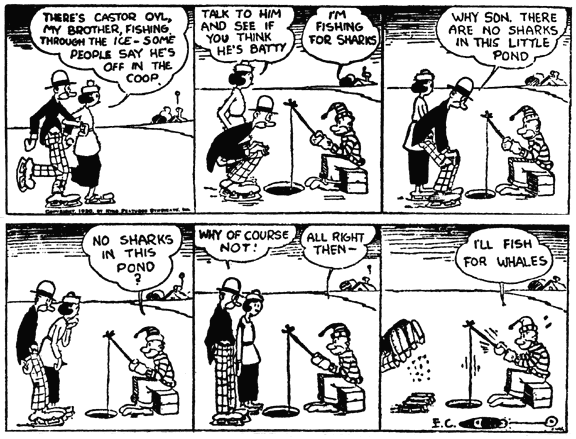
Un strip du Thimble Theatre de 1920 montrant Olive Oyl et son frère Castor.

Schématiquement on distingue dans le monde plusieurs zones et cultures liées à la bande dessinée :
- l'Europe avec la bande dessinée dite « franco-belge » (standard d'images larges et de lecture horizontale) ;
- l'Amérique avec principalement les comics et les graphic novels (standard de 9 images par page pour une progression rapide de l'histoire) ;
- l'Asie avec les mangas au Japon et ses dérivés en Chine ou en Corée du Sud (standard d'une ligne-guide verticale fine et une ligne-guide horizontale épaisse insistant sur une lecture image par image).

Selon les cultures de chaque pays en matière de bande dessinée, on distingue plusieurs appellations pour le médium ou la forme.
Aux États-Unis :
- Funny : à la fin du XIXe dessin d’humour paraissant dans la presse quotidienne. Au début du XXe siècle synonyme de strip ;
- Strip, aphérèse de comic strip : dessin d’humour en deux ou trois cases disposé horizontalement et paraissant avec le supplément du dimanche d'un journal, appelé aussi sunday strip dès qu'il regroupe les daily strips sur une page, avant de devenir une véritable histoire avec des personnages récurrents plutôt pour les adultes ;
- Comic, apocope de comic strip : appelé aussi daily strip, dessins d'humour en deux ou trois cases disposés horizontalement paraissant tous les jours et organisés pour raconter une histoire plutôt pour les adultes ;
- Comic book : Magazine individuel, généralement imprimé en couleur, à l’origine sur mauvais papier, aujourd'hui de plus en plus sur papier glacé, contenant des histoires ou des gags sous la forme séquentielle du comic strip. Le contenu peut consister en reprise d'histoires déjà publiées ou en matériel original, ce qui est le plus généralement le cas. Dans sa formule la plus standard, le comic book consiste en une publication mensuelle de 32 pages + couverture d'un format d'environ 17 × 26 cm et contenant des pages de publicité ;
- Graphic novel : livre relié pouvant comporter jusqu’à une centaine ou plusieurs centaines de pages et racontant une histoire unique.

Beaucoup de pays ont simplement traduit « bande dessinée » dans leur langue vernaculaire comme les Portugais qui parlent de banda desenhada, ou utilisent le terme américain comics. Si une grande partie des pays reprennent l'anglicisme comics, d’autres privilégient leur langue maternelle. En Ukraine, on trouve parfois le terme мальо́пис ou мальовані історії (histoires peintes), de manière à s'opposer à une vision uniquement américaine de la bande dessinée. Les Brésiliens utilisent un terme plus imagé et parlent de história em quadrinhos[réf. nécessaire] (histoire en petits tableaux). En Argentine, au Chili, en Uruguay, le terme historieta (historiette), est utilisé comme en Espagne. Les jeunes dessinateurs préfèrent souvent utiliser le terme américain comic. Dans certains pays, le terme est associé au dessin de presse, comme le turc karikatür.

#### Europe
- Périodique, ou illustré : journal édité dès la fin du XIXe siècle et comportant des histoires dessinées à destination de la jeunesse.
- Tegneserie (ou Tecknad serie) : Tegneserie en norvégien/danois ou Tecknad serie en suédois signifie série ou suite de dessins.
- Fumetto : pour les Italiens les phylactères ressemblent à des petits nuages de fumée. C'est donc le phylactère qui définit, ici, la bande dessinée.
- Tebeo : c'est le nom de la première revue de bandes dessinées espagnole (TBO, en 1917) qui a donné son nom aux bandes dessinées en Espagne. Elles sont couramment désignées par les termes « cómic » (d'origine anglophone) et historieta, ce dernier étant plus usité pour les comic strips, qui sont, littéralement, une « petite histoire » d'une seule bande ou d'une seule page.
- Petit format : type d'illustré populaire bon marché né après-guerre, de format réduit (en moyenne 13 × 18 cm), imprimé à l'origine en noir et blanc, puis en alternance noir/bichromie.
- Album : livre broché ou relié (à couverture souple ou rigide) proche du format A4 comportant à l’origine, pour les albums cartonnés, une soixantaine de planches, puis une quarantaine, aujourd'hui le plus souvent en couleur. Si ce dernier format est désormais le standard il est souvent débordé tant par la taille physique que le nombre de pages.

#### Asie

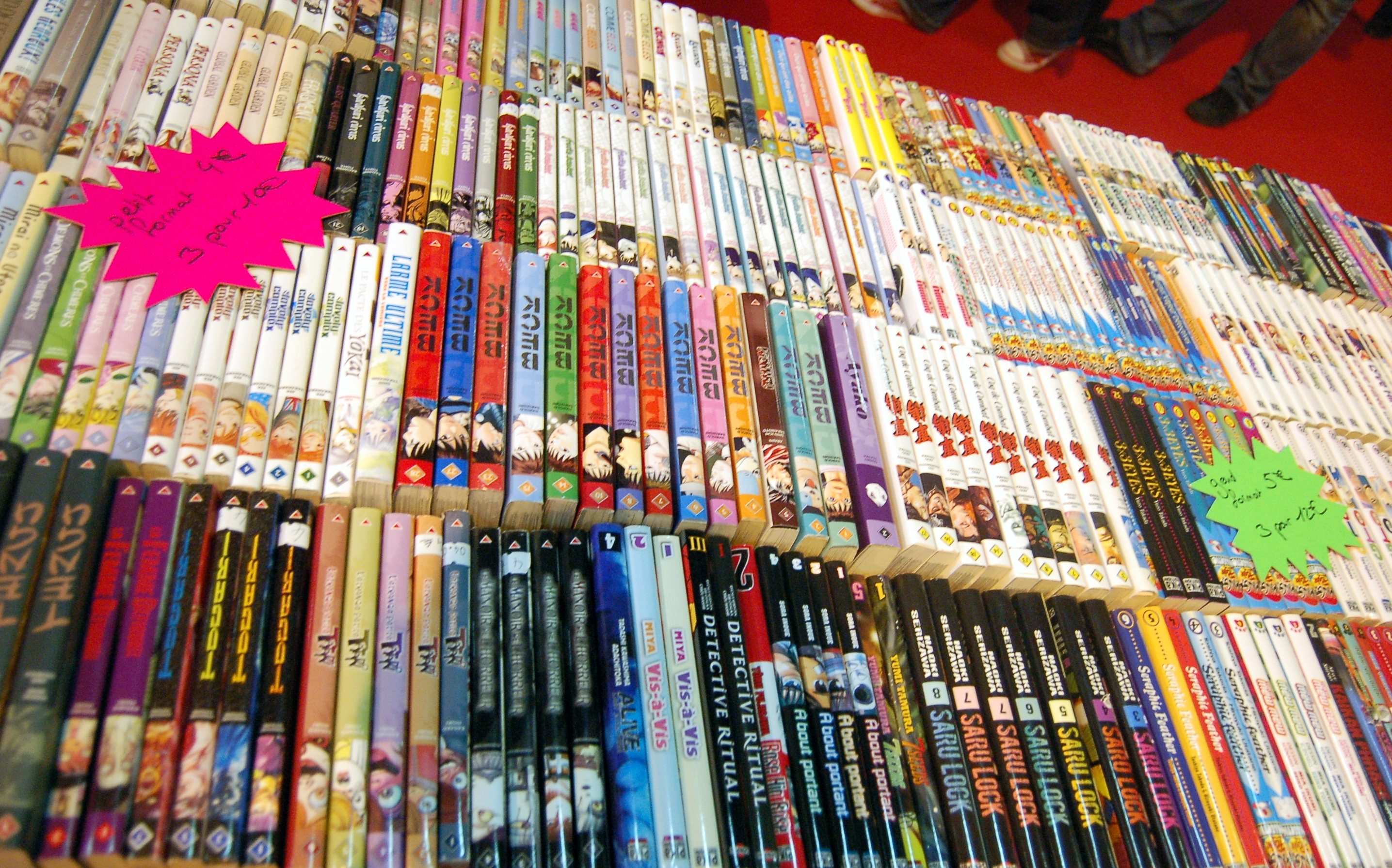
Des mangas.

- Manga : au Japon, terme inventé par Gakyōjin Hokusai, « le Fou de dessin » en 1814 et qui s’applique à tout ce qui s’approche de près ou de loin aux bandes dessinées japonaises. Manga (漫画) qui est généralement traduit par « images dérisoires », (man signifiant originellement en chinois « déborder, à son gré »), « dessins libres » dans le sens d'interprétation libre. Le manga-ka Shōtarō Ishinomori utilisait également la graphie 万画, qui signifie alors « dix mille images ».
- Amekomi : au Japon, traduction de l'américain american comic, pour désigner les bandes dessinées d'importation généralement américaines et traduites en japonais.
- Lianhuanhua (连环画 « images enchaînées ») : bandes dessinées chinoises composées de petits livres ne contenant qu’une seule image par page accompagnée d’un récitatif, très rarement de phylactères.
- Manhua : désigne les bandes dessinées d’importation japonaise et traduites en chinois.
- Manhwa (만화, prononcer man-h'oua) : désigne en Corée la deuxième production de bandes dessinées d’Asie après le Japon.

### «Anatomie» de l'objet et lexique

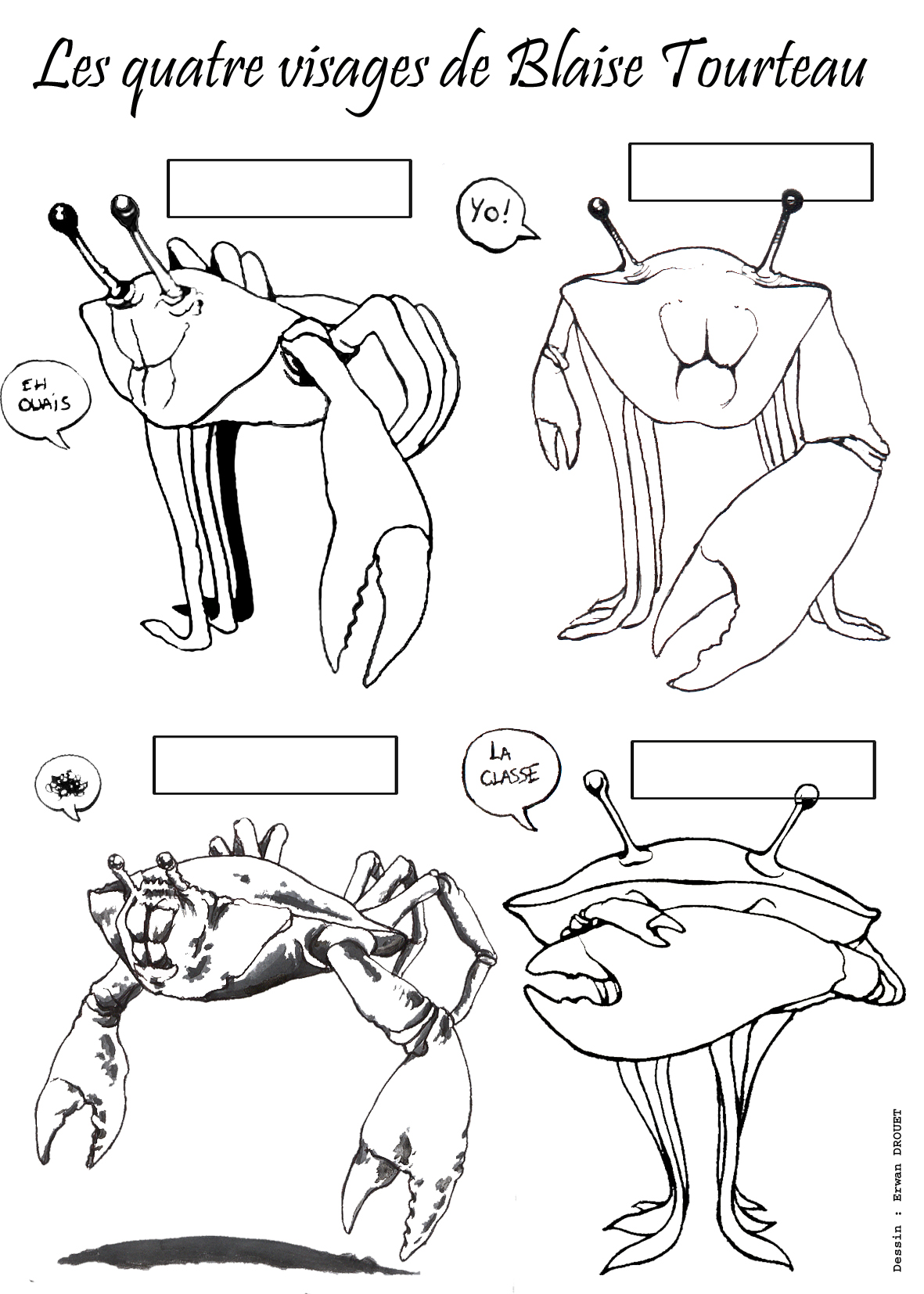
Exemple de planche comportant des récitatifs et des phylactères.

Les amateurs s'entendent sur un certain nombre de mots et de définitions pour décrire les différents éléments dont sont composées les bandes dessinées :
- Les récitatifs sont des panneaux généralement situés au bord des vignettes et servant aux commentaires en « voix off », notamment pour donner des indications de temps et de lieu ou pour fournir des informations permettant une meilleure compréhension de l'action. Le style ligne claire a beaucoup utilisé le récitatif comme Edgar P. Jacobs, l'auteur de Blake et Mortimer. Les « histoires en images » sont caractérisées par l'usage exclusif du récitatif.

- Les bulles, appelées à l'origine phylactères (terme — moins utilisé aujourd'hui que bulle dans la BD — qui désignait les banderoles supportant les textes dans les enluminures du Moyen Âge) ou en anglais balloon (ballon, plus rare en français que bulle). Généralement rondes ou elliptiques (plutôt rectangulaires dans le style ligne claire), elles contiennent les dialogues des personnages auxquels elles sont rattachées. Pour les pensées ou les rêves, elles ont souvent une forme de nuage ou, dans les comics américains, la forme d'un rectangle qui n'est plus rattaché au personnage. Elles se trouvent classiquement placées en haut de chaque case et l'extrémité de chaque phylactère est clairement orientée vers son personnage récitant.

- Les onomatopées sont des mots ou des icônes suggérant un bruit, une action, une pensée par imitation phonétique, graphique ou iconique. Les mangas utilisent des onomatopées pour suggérer des sentiments.

- La case est une image ou une vignette contenant un dessin et généralement encadrée. La taille et le nombre de cases sur une planche peuvent être modulés. Une bande dessinée ne comporte pas nécessairement de case, dans ce cas la case se confond avec la planche.

- L'intercase ou la gouttière représentent les espaces se situant entre les cases[22]. Elles permettent de séparer visuellement les cases et participent aussi à l’enchaînement de l'histoire. Cet espace peut être supprimé, les cases étant alors délimitées par le cadre.

- La bande ou bandeau est une suite de cases, disposées sur une ligne.

- Le dessin de couverture est la première page de la bande dessinée, il a donc un rôle central. Il fait comprendre de quoi parle la BD et cherche à être attrayant. Cette couverture se situe dans un équilibre entre le sujet (la thématique de la bande dessinée), le média (les outils et les techniques utilisées pour créer cette planche de couverture) et la composition (les choix de positionnements et d'harmonie des éléments).

- La planche est un ensemble de cases tenant sur une ou deux pages. À l’origine le mot planche était réservé au document original dessiné par l’auteur. Celui-ci numérote souvent sa planche discrètement dans un coin de celle-ci. La numérotation des planches n'est quasiment jamais identique à la numérotation des pages de l'album dans lequel elles paraissent.

- Un album est un recueil de planches qui raconte une histoire. Les planches peuvent appartenir à une même série, à un même auteur, ou à un même thème (albums collectifs). À l’âge d’or des illustrés, les aventures des héros de bandes dessinées étaient publiées sous forme de feuilletons appelés « histoires à suivre », puis éditées en albums. Depuis la quasi-disparition des magazines de bandes dessinées, les histoires sont quelquefois prépubliées dans toutes sortes de médias, magazines, fanzines, hebdomadaires, quotidiens, etc. avant d’être éditées en albums. Le reste du temps, les histoires sont directement éditées en albums, cette pratique a tendance à se généraliser. Même si le format à la française (hauteur supérieure à la largeur) est celui de la majorité des albums, il existe aussi des albums ayant un format plus rare (format à l'italienne où la largeur est supérieure à la hauteur, format carré). De même le format est souvent plus grand que celui d'une feuille A4 mais les petits formats ou les traductions des comics sont plus petits que le A4. Les éditions françaises des mangas prennent un format poche.
- Une série est un ensemble d'albums reliés par un thème ou un personnage, organisé le plus souvent de façon chronologique quand l'histoire se déroule tout au long de la série.

### Internet
L'essor de la bande dessinée en ligne permet à cet art de sortir du format classique. Le processus de création s'est démocratisé comme en témoigne la production sur des sites internet comme Grandpapier et notamment grâce aux logiciels de graphisme sur ordinateur qui permettent à de plus en plus d'auteurs de réaliser l'ensemble des étapes par eux-mêmes. Le mode d'édition peut lui aussi être différent sur Internet : des séries sont désormais publiées sur des sites qui proposent des abonnements avec des nouvelles planches à échéance hebdomadaire, mensuelle ou quotidienne. Cette façon de procéder copiée sur la diffusion d'épisodes de séries télévisées permet de subventionner la création en même temps que celle-ci se fait. Par exemple, Les Autres Gens, réalisé par une trentaine d'auteurs et qui grâce au succès rencontré sur Internet a connu une version papier.

### Support applicatif
La démocratisation des tablettes et des smartphones a permis aux auteurs de bande dessinée de s'en emparer.

#### Fonctionnement par abonnement
Si nous pouvons citer les applications avec abonnement des grands éditeurs de comics que sont DC avec DC Univers, et Marvel avec Marvel Unlimited, il existe également des propositions du côté des éditeurs de mangas. Ces plateformes proposent un accès illimité au catalogue, mais avec une temporalité de sortie plus longue ; par exemple chez Marvel il faut compter 6 mois supplémentaires pour voir les opus apparaitre.
Ces applications proposent une vue en page globale, ou au tap, c'est-à-dire que nous voyons une case par tap. Ce qui permet l'ajout d'effets sonores et d'effets de révélation brisant l'effet « spoiler du bas de page ». Ce mécanisme permet de s'adapter à tous les formats d'écrans, y compris les plus petits qui ne permettrait pas une vision précise de planches de grande taille.

#### Application comme bande dessinée close
De nombreuses propositions sont sorties proposant un découpage plus proche de l'album : une application pour une bande dessinée.
Il existe de nombreuses proposition formelles s'éloignant de la forme classique des planches, pour s'approprier les possibles des supports tactiles. Les bandes défilées ont ainsi pris une belle place dans la production. Nous faisons défiler l'histoire en continue ce qui fait apparaitre et ou disparaitre les éléments et permet l'activation d'effets sonores ou vidéo. Nous pouvons citer l'exemple de Phallaina.

## Histoire
Apparue en Suisse au début des années 1830 avec la parution des premiers albums de Rodolphe Töpffer (voir l'Histoire de monsieur Jabot), la bande dessinée se diffuse au cours du XIXe siècle dans le monde entier via les revues et journaux satiriques (voir notamment en France L'Idée fixe du savant Cosinus de Christophe). Popularisée tout à la fin de ce siècle dans les journaux américains sous la forme du comic strip, la bande dessinée devient alors un médium de masse, assez diversifié aux États-Unis, de plus en plus restreint à l'humour et aux enfants en Europe.
Dominant de plus en plus la presse enfantine mondiale, via des périodiques spécialisés à partir des années 1930, la bande dessinée touche également les adolescents et certains adultes, dans le cadre du comic book et de strips de qualité aux États-Unis, des « petit format » en Europe. À partir des années 1950, elle connaît un troisième foyer de développement majeur lorsque le Japon se met à en créer massivement sous l'influence d'Osamu Tezuka. Les trois foyers sont alors relativement indépendants, tant dans les œuvres publiées que dans les structures éditoriales, seul le foyer américain pénétrant les deux autres[réf. souhaitée].
Le genre considéré comme infantile, et vecteur de violence auprès de la jeunesse, a même été contrôlé éditorialement par la loi comme en France avec la loi du 16 juillet 1949 qui interdit toute publication destinée à la jeunesse , et institue « une commission chargée de la surveillance et du contrôle des publications destinées à l'enfance et à l'adolescence ». De même aux États-Unis à la même période naît le Comics Code Authority qui était chargé de vérifier les publications destinées à la jeunesse. Dans les années 1960, parallèlement à l'émergence de courants analytiques comme les cultural studies, la bande dessinée commence à chercher à se légitimer en quittant cette étiquette de « littérature pour enfants », considérée comme une phase de transition vers une littérature pour adultes.
Les créations de Jean-Claude Forest en France, du mouvement gekiga au Japon et de l'underground américain conduisent à de nombreuses remises en question qui permettent l'apparition d'un premier discours critique en Europe et aux États-Unis. Dans les années 1970, les expérimentations se poursuivent derrière Mœbius, tandis que la revendication de la paternité littéraire, de plus en plus patente, explose à la fin de la décennie avec le succès du terme « roman graphique » de Will Eisner ou le concept des « romans en bande dessinée » lancé pour promouvoir Corto Maltese d'Hugo Pratt.
Si les séries classiques de divertissement dominent toujours les marchés à la fin des années 2000[réf. souhaitée], la bande dessinée a exploré depuis les années 1980 tous les champs abordés par les autres arts narratifs, et s'est vue de plus en plus légitimée, malgré les récriminations récurrentes de ses acteurs sur la lenteur de cette reconnaissance[réf. souhaitée].

## Art et technique

### Processus de création
Bien que les étapes de la création d'une bande dessinée dépendent des artistes et des œuvres, un cheminement général peut être évoqué :
- synopsis : histoire ou idée originale ou inspirée d'une œuvre existante (littéraire ou cinématographique, par exemple) ;
- scénario : traitement détaillé de l'histoire. Il précise, planche par planche, le découpage de l'action, la position des personnages, et présente les dialogues ;
- recherche graphique : Le dessinateur travaille au style général. Il crée les personnages principaux et l'environnement dans lequel ils évoluent.
Si le lieu et l'époque existent, ou ont existé, un travail de recherche de matériel typographique et iconographique est effectué. Si l'univers de l'histoire sort de l'imaginaire de l'auteur, les recherches sont beaucoup plus orientées vers du design graphique ;
- mise en page : choix des points de vue, des cadrages et de l'agencement des vignettes dans la planche ;
- crayonné : première ébauche proprement dite du dessin. À partir de cette étape, le travail s'effectue généralement sur un support plus grand (format A2) que celui de la planche imprimée (format A4) ;
- encrage : opération consistant à passer à l'encre les contours du crayonné et les ombres afin de donner au dessin un trait définitif. Finalement, seul ce tracé sera imprimé. Les décors et les phylactères sont aussi ajoutés et positionnés lors de cette étape. Ils ne sont pas toujours présents, où alors de manière succincte, dans le crayonné.
Certains auteurs encrent directement sur le crayonné, qu'ils éliminent ensuite en gommant. Perdant ainsi toutes traces de cette étape. Une autre méthode consiste à effectuer un crayonné au crayon bleu inactinique, qu’il n’est pas nécessaire de gommer, le tracé bleu clair n’apparaissant pas à la reproduction photographique, ou étant éliminé par réglages du scanner. D'autres utilisent un calque transparent placé par-dessus le crayonné. Une dernière façon consiste à utiliser une tablette lumineuse en superposant le crayonné avec une feuille vierge, et en encrant sur celle-ci ;
- mise en couleur : opération qui consiste à choisir et appliquer la couleur aux différentes zones délimitées par les traits encrés (personnages, décors, vêtements), tout en respectant la continuité des couleurs au fil des planches. Le coloriste doit aussi définir les lumières et les ombres du dessin. La mise en couleur dite traditionnelle est effectuée sur un tirage particulier de la planche, appelé « bleu », où les traits noirs de l'encrage sont imprimés en bleu-gris clair.
Par le passé cette tâche était faite à l'aquarelle appliquée au pinceau et à l'aérographe ; de nos jours elle est souvent effectuée par informatique. Les couleurs sont de plus en plus réalisées par des professionnels, les coloristes et parfois par le dessinateur lui-même ;
- couleur directe : l'encrage et la mise en couleur peuvent être réalisés lors d'une étape unique, à la manière d'un peintre ;

Le champ graphique est vaste en fonction de la technique utilisée qui va des premiers dessins gravés à la pointe sèche jusqu'à l'utilisation de la peinture à l'aérographe par certains auteurs tels Juan Gimenez. Cette dernière méthode (maintenant souvent même remplacée par l'infographie) permet des réalisations qui sont plus proches visuellement de la photo que du dessin avec l’élimination du trait.
- lettrage : le texte des dialogues et commentaires est encré en l'alignant dans les espaces laissés à cet effet lors de l'encrage de la planche. L'opération est répétée pour chaque langue dans laquelle l'histoire est publiée.

En fonction de l'œuvre et de l'artiste, la même personne peut réaliser tout ou une partie du travail de création : scénario, dessin, encrage. Le plus souvent le travail est partagé entre un scénariste et un dessinateur. Certaines étapes plus spécifiques, telles que le lettrage et la mise en couleur, peuvent être laissées à des spécialistes.
Enki Bilal, par exemple, est un auteur complet. Scénariste et dessinateur, il travaille en couleur directe. Il a aussi la particularité de dessiner les cases sur des feuilles séparées, ce qui lui permet de les agencer à loisir sur la planche.

### Parallélisme avec les autres arts
Alors que la bande dessinée évoque en premier un art propre aux peintres, tout en étant vendue comme de la littérature (ou du moins comptabilisée comme telle dans les chiffres du secteur de l'édition), plus nombreux sont les liens entre cinéma et bande dessinée tant dans la technique de réalisation que par les moyens artistiques à mettre en œuvre, qui ont interpénétré les deux modes d'expression.
Il en est ainsi pour l'écriture et le rythme de l'histoire, la réalisation des décors, l'utilisation des angles de prises de vues (panoramiques, plongées, contre-plongées, gros plans, plans américains, le dessin seul gardant la possibilité de montrer le personnage prenant appui ou marchant sur le bord de l'écran, voire d'en sortir) les montages, les éclairages (avec des outils électroniques de création ou de colorisation maintenant communs aux deux arts), la limitation du champ visuel par l'écran ou la page, la vision 2D, la sonorisation (subjective pour la BD même si certains auteurs tel Cosey font des suggestions d'accompagnements musicaux) avec voix off ou attribuée à l'acteur, les ellipses, retours en arrière et autres jeux sur l'échelle du temps… Mais le dessinateur est, lui, maître de ses acteurs, n'a pas besoin de budget pour des milliers de figurants ou de difficiles décors, et peut refaire toute prise sans limite. Enfin, le dessinateur a la liberté de cadrage (une case peut être horizontale, verticale, etc.) quand le cinéaste est tenu au rapport de l'écran.
À l'inverse le cinéma utilise la bande dessinée dans sa phase de conception avec ce qu'on appelle le storyboard.

### Composants d'une planche
La page se compose des bandes et de la vignette (ou case). dans la vignette, elle se compose des bulles (parole, pensée et expression) ou phylactères, du cartouche, et d'autres paratextes (onomatopées, inscriptions…)

## Acteurs du marché

### Éditeurs

#### Éditeurs franco-belges
Un classement rapide permet de distinguer, parmi les éditeurs de langue française :
- les grandes maisons d'édition, qui ont bâti leur succès sur la bande dessinée franco-belge « classique », comme Casterman, Dargaud, Dupuis, Le Lombard…
- les éditeurs plus récents, qui ont plus ou moins essayé de renouveler les genres classiques, sous l'influence des comics et des mangas : Delcourt, Glénat, Soleil, Vents d'Ouest, Emmanuel Proust…
- les éditeurs spécialisés dans la bande dessinée dite « d'auteur », préférant souvent l'autofiction intimiste aux aventures débridées, comme L'Association, La Cinquième couche, Ego comme X, Frémok…
- les éditeurs spécialisés dans la traduction de bandes dessinées en langue étrangère, notamment anglaise : Marvel/Panini, Semic, Bamboo, mais aussi Akileos…

#### Éditeurs américains
Les plus grands sont:
- DC Comics (Superman, Batman, Wonder Woman, Catwoman, Justice League, Green Lantern, Flash, Arrow, Cyborg, Aquaman, Shazam, Suicide Squad…)
- Marvel Comics (Avengers, X-Men, Star Wars, Gardiens de la Galaxie, Spider-Man, Hulk, Captain America, Iron Man, Thor, Daredevil, Defenders, Black Panther, Howard the Duck, Tron, le Magicien d'Oz…)
- Dark Horse Comics (Hellboy, Avatar, Predator, Alien, Avatar le Dernier Maître de l'air…)
- Image Comics (Spawn, The Walking Dead, Street Fighter, Tortues Ninjas…)
- Boom! Studios (La Planète des Singes, Power Rangers, Hero 2, WWE…)
- IDW Publishing (Jurassic Park, My Little Pony, Gi-Joe, Star Trek, Doctor Who, Tortues Ninjas, Star Wars Adventures, Transformers, Retour vers le futur…)

#### Éditeurs japonais
- Akita Shoten (秋田書店?)
- Asahi Sonorama (朝日ソノラマ?)
- ASCII Media Works (アスキー・メディアワークス?)
- Gentōsha (幻冬舎?)
- Hakusensha (白泉社?)
- Shōgakukan (小学館?)
- Shūeisha (集英社?)
- Kōdansha (講談社?)
- Futabasha (双葉社?)
- Kadokawa Future Publishing

### Métier d'auteur de bande dessinée
Une bande dessinée est réalisée par un auteur qui peut tout faire de A à Z, on parle d'auteur « complet », ou bien par une équipe d'auteurs avec au moins un scénariste qui écrit l'histoire, un dessinateur qui la met en image, et parfois un coloriste. L'éditeur se charge ensuite d'assurer la production proprement dite de l'album et sa diffusion dans les librairies. Les auteurs complets se trouvent principalement dans la bande dessinée européenne, alors que les auteurs américains et asiatiques sont plus souvent organisés en studios de plusieurs personnes avec un auteur principal et des assistants.
En France en 2015, on recense 1 500 auteurs au sens large c'est-à-dire scénaristes et dessinateurs. Les chiffres de vente par album étant de moins en moins bons depuis les années 2000 — le tirage moyen d'un album a été divisé par cinq, la moitié des auteurs gagne moins que le SMIC. Le salaire d'un auteur de bande dessinée varie selon ses travaux et les chiffres de vente mais en moyenne un auteur français reçoit entre 150 € et 250 € par planche.

## Marché

### Marché francophone
L'association des critiques et des journalistes de bande dessinée (ACBD) publie annuellement un rapport sur le marché francophone de la bande dessinée.

#### Marché francophone en 2012
En 2012, le marché de la bande dessinée francophone vit une situation paradoxale. Depuis seize ans, le nombre de publications n'avait cessé de croître pour atteindre le chiffre de 5 327 livres publiés, dont 72 % étaient des nouveautés (le reste se partageant entre rééditions, artbooks et essais). Cette « bonne santé » économique vient après une période de crise qu'avait subi le secteur durant les années 1980-1990 mais dépassée en 2012. Toutefois, ce succès n'est pas total et seule une centaine d'albums bénéficie de tirages supérieurs à 50 000 exemplaires. De même, dix mangas représentent 50 % de l'ensemble des ventes de ce secteur, le marché du manga se stabilisant après avoir longtemps progressé. Si au milieu des années 2000, la production de manga constitue la moitié de la production de bande dessinée, il recule ensuite et connaît en 2010 une baisse de près de 14 % en volume et de 7,7 % en valeur et en 2011 une stabilisation.
Par ailleurs, 310 éditeurs sont alors recensés mais quatre publièrent plus de 43 % des titres. Ces grands groupes se caractérisent par une production diversifiée et un catalogue important alors que les éditeurs plus petits étaient souvent cantonnés à une niche (Panini : comics et manga, Bamboo : humour essentiellement, l'Association : bande dessinée d'auteur…) et possèdent un fonds moins riche. Cela n'empêche pas des succès importants comme Les Profs édités par Bamboo (120 000 exemplaires) ou Les Simpson édités par Jungle (150 000 exemplaires). La situation était donc contrastée et certains craignaient que la surproduction menace l'équilibre de ce marché.

#### Marché français en 2015
Dans la revue Caractère, la journaliste Isabelle Calvo-Duval analyse le rapport annuel 2015 réalisé par Gilles Ratier pour l'Association des critiques et journaliste de bande dessinée (ACBD). L'auteur analyse que, dans les années 1990, le secteur comptait quelque 800 parutions tandis que dans les années 2000, celles-ci se montaient à 1 563 livres publiés. En 2015, 368 éditeurs ont publié 5 255 ouvrages, dont 35,2 % par trois enseignes : Média-Participations (Dargaud, Dupuis, Lombard, Kana , etc.) avec 762 titres, Delcourt (698 titres) et Glénat (392 titres).
En 2015, la France représente 50 % des ventes de mangas en Europe, tandis que la bande dessinée japonaise emporte 40 % du marché en France. Ce pays est depuis plusieurs années, le deuxième plus grand consommateur de mangas au monde, derrière le Japon au point que certains éditeurs ont décidé – fait unique – de publier simultanément certains volumes dans les deux langues, japonais et français.

#### Marché français en 2017
Dans Les Échos en octobre 2017, les journalistes Michael Mastrangelo et Mélanie Chenouard indiquent que « le secteur de la bande dessinée a connu une croissance de 20% de son chiffre d'affaires ces 10 dernières années », ce qui dans le marché de l'édition française situe les bandes dessinées en troisième position (après la littérature générale et l'édition jeunesse), et ce pour la première fois. Le lectorat est féminin à 53 %. En effet, le marché de la bande dessinée est important et représente 15 % du marché grand public de l'édition française. De plus, son public possède un âge très varié allant de plus de 10 ans à plus de 40 ans.

### Marché de l'occasion
Le marché de l'occasion de la bande dessinée est un marché dynamique[réf. souhaitée], en Belgique particulièrement, porté par les différents festivals et par des librairies spécialisées.

### Marché des éditions originales et dédicaces
Les éditions originales sont les albums (en nombre limité) édités une première fois. Lorsque l'album a du succès, il peut être réédité de nombreuses fois ; les collectionneurs accordent une valeur parfois très importante aux albums de l'édition d'origine. La valeur varie selon la rareté de l'édition originale, l'état de l'album et la présence d'une dédicace. La bande dessinée qui a été vendue au prix le plus élevé à ce jour[Quand ?] est un exemplaire du premier numéro d'Action Comics, qui a été échangé au prix de 3 207 852 dollars sur eBay le 24 août 2014. D'après Les Échos en 2017, le marché de la BD d'investissement (les planches originales) « a décollé depuis 2007 - notamment avec la vente Bilal - et poursuit son ascension, avec des montants parfois stratosphériques » ; en revanche, les prix des objets sont en stagnation.
Une dédicace est un dessin original exécuté par l'auteur d'une bande dessinée et généralement dédié à un lecteur. Cette dédicace est souvent dessinée sur une des pages blanches qui commencent ou finissent l'album. Les festivals de bandes dessinées prévoient souvent des stands de dédicace nombreux ; la popularité des auteurs est un facteur d'attrait important pour les visiteurs. Les libraires peuvent également inviter des auteurs à dédicacer. En France, les dédicaces sont en règle générale gratuites mais peuvent être attribuées par tirage au sort. Certaines personnes qui revendent, parfois fort cher, leur dédicace fraîchement reçue provoquent l'exaspération des auteurs. Aux États-Unis les dédicaces dessinées sont payantes pour le lecteur ; l'auteur est ainsi rémunéré.

### Marché des planches originales
La planche originale est le support (généralement en format A2) sur lequel l'auteur a exécuté son dessin. Les premiers auteurs de bandes dessinées accordaient peu d'importance à ces documents dès lors que l'album était imprimé. Actuellement, les passionnés se disputent ces planches à prix d'or.

### Ventes aux enchères et cote du9eart
Initialement sans valeur, les planches originales ont vu leur cote grimper au cours des années 1990 et 2000. La première vente aux enchères consacrée à la bande dessinée eut lieu en 1989. Le nombre de ventes atteint en 2015 une quarantaine à l'année ce qui ferait de la bande dessinée un des marchés les plus actifs. Quelques auteurs drainent la majorité des clients des salles d'enchères, à commencer par Hergé, le créateur de la série Les Aventures de Tintin, qui de son vivant offrait ses planches originales, souvent avec une dédicace. Cette flambée des prix amène des pièces qu'on pensait disparues dans les salles de vente,.
Proposé par Artcurial, un dessin original de l'album Le Lotus bleu fut vendu début octobre 2015 à Hong Kong pour 1,1 million d'euros. Le même mois, une double planche d'Hergé de l'album Le Sceptre d'Ottokar a été adjugée près d'1,563 million d'euros,. Publiée dans Le Petit Vingtième le 6 juillet 1939, cette planche était estimée entre 600 000 et 800 000 euros. Cette double planche est issue d'un collectionneur belge privé, Jean-Arnold Schoofs. Parmi les autres pièces proposées se trouvent des originaux de Spirou et Fantasio, Astérix ou Blake et Mortimer.
Le record absolu est détenu par les pages de garde bleu foncé des albums de Tintin vendues 2,6 millions d'euros en 2014. Une couverture gouachée de Tintin en Amérique fut également adjugée pour 1,3 million d'euros en 2012. Cette couverture fait partie des rares dessins mis en couleur par Hergé.
Les œuvres de Bilal se vendent également dans les 100 000 euros en moyenne. Les autres artistes de bande dessinée sont loin d'atteindre ces prix, les planches de Jean Giraud par exemple étaient à quelques dizaines de milliers d'euros en 2007.
Côté comics, le no 1 d'Action comics, la première revue consacrée à Superman et dont peu d'exemplaires en bon état restent disponibles, fut vendu à environ 1,6 million d'euros en décembre 2011 mais pas via une maison de vente aux enchères,. Sur eBay, un exemplaire est parti à 3 millions de dollars.

### Produits dérivés
Les bandes dessinées les plus fameuses inspirent la création de nombreux produits dérivés (figurines, posters…).
Certains héros de bandes dessinées sont également utilisés sur des articles dits « avec licence » : vêtements, articles de papeterie, personnages ou même reconstitution de scènes d'une bande dessinée à succès tels les personnages de Walt Disney depuis fort longtemps ou, plus récemment de ceux de Tintin, d'Astérix et bien d'autres.

## Dans les institutions

### En bibliothèque publique
Dans cette section, les ouvrages cités font principalement référence au contexte français.
L’histoire de la bande dessinée (BD) c’est celle de sa « légitimation culturelle », et une part de cette légitimation passe par l’intégration dans des institutions culturelles telles que les bibliothèques publiques. Celles-ci, de leur côté, s’adaptent toujours plus à cette « forme-genre en ébullition ».
La bande dessinée est désormais un art reconnu, présent dans toutes les bibliothèques publiques, et la pertinence de son intégration aux collections n’est plus contestée. L’objet « bande dessinée » est approprié, conforme au monde des bibliothèques et à ses missions, et il contribue même à en façonner l’image, l’usage et l’aménagement.

#### Objet de bibliothèque
D’une part, comme le relève Antoine Torrens, la nature séquentielle de la bande dessinée lui permet de réaliser le « tour de force de relever de la lecture, même dans les cas où elles ne comportent pas d’écrit ».
Le fait que la bande dessinée ait très tôt adopté le format « livre » (ou codex), celui que les bibliothèques « connaissent et maîtrisent le mieux », a contribué à ce « tour de force » et à instaurer l’idée que l’objet bande dessinée a tout à fait sa place au sein des bibliothèques.
Par ailleurs, simultanément à la bande dessinée, les bibliothèques commencent à proposer « d’autres types d’objets culturels » que les livres, tels que la musique, des vidéos, des jeux vidéo. La spécificité d’un support n’est donc décidément pas un obstacle à son intégration au fonds d’une bibliothèque.
La bande dessinée a aussi l’avantage, pour les bibliothèques, de contribuer à répondre à leurs missions fondamentales. En effet, « à la lisière du livre et du non-livre (…), à la fois incontestablement culturelle et vraisemblablement populaire, la BD correspond parfaitement à la volonté des bibliothèques (…) d’élargir le spectre de la culture et de faire bénéficier des politiques publiques culturelles le plus grand nombre possible de citoyens ».

#### Lectorat
Certaines caractéristiques de la bande dessinée font que son lectorat est, lui aussi, assez spécifique et particulièrement « adapté » au monde des bibliothèques.
Dans un mémoire de fin d’études consacré à la bande dessinée en bibliothèque, Dominique Ribeyre relève les propos d’une bibliothécaire concernant les lecteurs de bande dessinée (du secteur jeunesse) : ils « constituent le meilleur public. Très calmes, très concentrés, très intéressés, ils font peu de déclassement, prenant toute la série à côté d'eux pour la lire, et n'abiment pas les albums ».
Ces propos datent de 1986 et peuvent sembler dépassés ou caricaturaux, mais l’idée d’un lectorat particulièrement présent et apprécié en bibliothèque a été confirmée plus récemment par différents auteurs :
De manière générale, Antoine Torrens reprend les propos d'Éric Maigret et rappelle que « depuis la fin des années 1980, les plus grands lecteurs de bandes dessinées sont aussi les plus grands lecteurs de livres tout court », ce qui ne peut déplaire aux bibliothécaires en général.
Plus précisément, d’après Olivier Piffault, la bande dessinée représentait dans les années 1990 et 2000 presque « 30% des prêts, [le] plus fort taux de rotation, [et la] première lecture massive des enfants ».
Dans le même ordre d’idée, dans un ouvrage édité par la Bibliothèque Publique d'Information du Centre Pompidou (sous la direction de Benoît Berthou), Xavier Guilbert cite un article du journaliste Alain Beuve-Méry paru dans Le Monde des livres en 2008 : « En bibliothèque, [la BD] c’est un ouvrage emprunté sur cinq ». Plus loin, Xavier Guilbert poursuit en disant que « le lecteur de bandes dessinées ne se réduit pas à sa seule dimension d’acheteur (…). La sphère commerciale, bien que présente, apparaît comme largement concurrencée par les pratiques d’emprunt ».
Le court temps de lecture que nécessite (en moyenne) une bande dessinée (comparativement à un roman ou un documentaire, par exemple) est un des éléments qui explique ces très forts taux d’emprunt, mais cela favorise aussi et surtout la lecture sur place.
C’est pourquoi Torrens dit que les bandes dessinées « renforcent ainsi la dynamique consistant à transformer des bibliothèques traditionnellement centrées sur l’activité de prêt en des lieux de vie » ou « troisième lieu », et ce au point d’avoir une incidence non négligeable sur leur aménagement.

#### (Re)modelage des bibliothèques
La bande dessinée contribue à façonner les bibliothèques d’abord en « imposant » un mobilier spécifique : bacs de rangement, étagères plus hautes et/ou inclinées (notamment pour les mangas). Mais plus généralement, « le renouveau de la bande dessinée dans les années 1990-2000 a élargi, en France, son lectorat bien au-delà de ses frontières traditionnelles. Cette évolution s’est répercutée en bibliothèque, où la bande dessinée s’est mise à occuper des espaces de plus en plus larges et de plus en plus centraux ». Torrens, toujours, note que la bande dessinée est parfois placée stratégiquement, par exemple à l’entrée, où elle peut servir à « rassurer le lecteur autant qu’à l’attirer » car « elle identifie autant qu’elle désacralise », d’où la notion de « produit d’appel ». « La bande dessinée demeure donc un enjeu très fort d’accueil en bibliothèque », et « l’aménagement des espaces traduit le choix de la stratégie par rapport [au] public ».
Il y a aussi derrière ces démarches, l’idée que la bande dessinée peut être un outil de transition, d’abord entre la non-lecture et la lecture, ensuite entre la lecture d’un « sous-genre » ou d’un genre « paralittéraire » et la lecture littéraire à proprement parler. On voit même parfois la bande dessinée comme un outil de transmission, favorisant « l’initiation du jeune lecteur au classement des collections en bibliothèque ». Jusque dans les « politiques [de lecture publique], la place de la bande dessinée apparaît souvent comme un moyen plus que comme une fin ».
On peut quand même estimer qu’au fur et à mesure de son histoire, la bande dessinée a gagné en espace, en visibilité et en valorisation, et son impact sur les bibliothèques peut être présenté ainsi : « La bande dessinée a aussi partiellement imposé un style de lecture, un mobilier et, en définitive, des manières de peupler l’espace public. La bande dessinée et ses caractéristiques si particulières ont modelé et modèleront encore l’espace des bibliothèques, à l’insu des bibliothécaires eux-mêmes ».

#### Défis que pose la bande dessinée en bibliothèque

##### Classement et aménagement
Mais tout ceci n’est pas sans poser certains défis. La question de l’aménagement n’est pas si simple et fait écho aux problèmes de classement qui existent depuis le début de l’introduction de la bande dessinée en bibliothèque et qui se sont intensifiés à partir des années 2000 avec la « disparition du monopole de la bande dessinée européenne ».
En effet, différentes possibilités de classement existent et plusieurs coexistent en bibliothèque :
C’est le format « album », décliné en séries, qui a permis l’introduction en masse de la bande dessinée en bibliothèque. Très souvent, les BD étaient rangées dans des bacs et identifiées au titre de la série, voire au prénom du héros de la série, et ce, principalement dans les sections jeunesse.
Mais la bande dessinée a toujours eu un public « intergénérationnel » et les différents types de publication qui ont explosé à partir des années 2000 ont indéniablement fait augmenter le lectorat adulte, tout en ne mobilisant pas « les mêmes publics ».
Un classement et un rangement par âge (ou catégories d’emprunteurs « adulte » et « jeune ») se sont développés un peu partout, faisant naître des espaces clairement distincts dans les bibliothèques, mais aussi des interrogations quant au rangement des publications susceptibles de plaire autant aux jeunes qu’aux adultes. En effet, Olivier Piffault note que « la persistance de lecture des classiques « jeunesse » par les ados et adultes est une (autre) constante ». La distinction entre bande dessinée adulte et bande dessinée jeunesse est de plus en plus poreuse, d’ailleurs pour Benoît Berthou, « la distinction entre « adulte » et « jeunesse » n’est (ainsi) plus forcément pertinente ».
Dans chacune de ces sections, la question se pose aussi du classement et de la cote. Ce qui semble faire consensus est de conserver un classement au titre pour les séries, mais d’y associer un classement au nom du scénariste pour les « one shot » et autres romans graphiques (lorsqu’ils sont créés par plusieurs personnes). En effet, à tort ou à raison, et dans une « logique littéraire », c’est souvent le scénariste qui est privilégié, et non le dessinateur.
Enfin, il est également tentant pour certaines institutions de distinguer clairement, par un aménagement spécifique, les principaux courants et types de publications que sont les mangas, les comics et la bande dessinée dite « européenne » ou « franco-belge », que ce soit en raison de leur provenance géographique ou de leur format (l’un impliquant souvent l’autre).
Torrens cite même l'exemple de la bibliothèque de Bâle qui aurait créé des espaces genrés, sur la base du ciblage très explicite et assumé de certains mangas.
Quoi qu’il en soit, on voit que la bande dessinée représente des enjeux de classement et donc d’aménagement non négligeables pour les bibliothèques publiques.

##### Médiation
Dans La bande dessinée : quelle lecture, quelle culture ?, Benoît Berthou et Jean-Philippe Martin relèvent un paradoxe : « Bibliothèques et librairies sont largement fréquentées par des lecteurs de bandes dessinées qui déclarent toutefois à une immense majorité « se débrouiller seul(s) » pour choisir les ouvrages qu’ils lisent ou achètent ».
Le lecteur de bande dessinée étant plutôt « autonome », ces auteurs pensent que les « métiers du livre deviennent ainsi affaire d’hospitalité : il s’agirait de penser un accueil reposant sur la mise en espace et en valeur de la production ou de la collection (…) ».
Dans Bande dessinée en bibliothèque, Maël Rannou fait le même constat : « La bande dessinée a souvent été vue comme un secteur moteur des structures et par ailleurs presque autosuffisant, ne nécessitant pas un travail de médiation particulièrement important ».
Cependant, il semble aussi sous-entendre que le lecteur de bande dessinée n’est peut-être pas autonome par essence, mais par défaut de connaissance des bibliothécaires. En effet, il relève lui aussi un paradoxe « entre un secteur dynamique et majeur de nos structures et l’absence de toute boîte à outils pour les bibliothécaires ».
Il faut reconnaitre que la bande dessinée en général est un secteur à la fois varié, foisonnant et spécifique qui rend la médiation complexe. Berthou cite Gilles Ciment pour qui « ce rôle de tri, de sélection, d’orientation, d’aide au choix est normalement assuré par un certain nombre de médiateurs qui semblent manquer cruellement (et uniformément) à la bande dessinée. […] Il s’agit d’une consommation qui n’est pas davantage « éclairée » dans le secteur commercial et culturel qu’elle l’est, comme on l’a vu, dans le secteur institutionnel ». Cette idée est quand même assez répandue puisqu’on la retrouve également chez Torrens pour qui « l’évolution très rapide des tendances de lecture cause parfois des décalages entre les attentes du public et les outils dont disposent les personnels ».
En fait, bien que la bande dessinée soit aujourd’hui pleinement acceptée et reconnue en bibliothèque, il semblerait que nous soyons malgré tout face à « une lecture qui pose problème et que l’on semble encore peiner à penser clairement », ainsi qu’un « mode d’expression et de publication qui nous invite à reconsidérer tous les aspects du métier, sans exception aucune ».
« Peut-être a-t-on encore aujourd’hui trop tendance à réduire à une simple popularité un phénomène bien plus complexe, qui invite les bibliothèques à repenser leurs modes d’organisation, voire leurs missions ».

#### Perspectives probables
Il semble que l’un des chantiers à considérer soit l’élaboration d'un apprentissage spécifique dans les parcours de formation des professionnels de bibliothèques. Il a peu été mention ici de la bande dessinée documentaire qui se développe pourtant de plus en plus, et qui renouvelle les questions de classement et de rangement.
Déjà bien intégrées dans les bibliothèques publiques et scolaires, les bandes dessinées sont aussi « de plus en plus présentes dans les collections courantes » des bibliothèques universitaires, et pas uniquement dans les bibliothèques d’universités proposant des programmes « littéraires ». Le développement de la bande dessinée documentaire a probablement aidé à intégrer ce milieu.
À l'instar du livre en général, la bande dessinée devra aussi faire face et/ou s’accommoder du format numérique qui se développe de plus en plus, notamment en bibliothèque.
Enfin, beaucoup s’accordent à dire que la bande dessinée devrait être reconnue comme « un mode d’expression à part entière » et non seulement comme un « genre littéraire », et qu'à ce titre, elle mériterait le développement d’institutions spécialisées et/ou dédiées, ou au moins d’un « service particulier, une bédéthèque en quelque sorte ».

### Musées spécialisés et archives
La bande dessinée, comme tout art parvenu à maturité, possède ses institutions spécialisées. Les plus importants centres incluent : le Centre belge de la bande dessinée à Bruxelles (Belgique), la Cité internationale de la bande dessinée et de l'image à Angoulême (France), les Fonds patrimonial du service Bibliothèque et archives de la Ville de Lausanne, et le Cartoon Museum de Bâle (Suisse), le National Cartoon Museum à New York (États-Unis) et le Musée international du manga de Kyoto à Kyoto (Japon).

### Expositions d'auteurs dans des musées

#### Expositions individuelles
La bande dessinée se faisant une place comme un art à part entière, ses auteurs exposent également dans des grands musées autrefois réservés à d'autres formes d'art comme la peinture ou la sculpture. Ainsi Robert Crumb a exposé au Musée d'art moderne de la ville de Paris en 2012, mais aussi Enki Bilal au Musée du Louvre en 2013.
Le Centre Georges Pompidou propose en mars-mai 2012 une rétrospective « Art Spiegelman : CO-MIX - une rétrospective de bandes dessinées, graphisme et débris divers »,,.

#### Expositions thématiques collectives
Les expositions collectives peuvent refléter un thème social et politique. Ainsi, dans Le Monde, le chroniqueur de bandes dessinées Frédéric Potet relève « Témoignages à la première personne, récits fouillés, reportages… La bande dessinée s'est emparée de la crise migratoire ». En effet, en octobre 2013, le Musée national de l'histoire de l'immigration a proposé 500 documents pour étudier les relations entre bande dessinée et « mouvement migratoire ». En juin 2018, le festival Lyon BD organise une exposition appelée Réfugiés pour étudier « la façon dont le 9e art traite de la situation des réfugiés arrivés en Europe ces dernières années au péril de leur vie, et dans des proportions jamais vues ». L'auteur cite plusieurs artistes engagés sur ce thème à travers leurs œuvres, comme Zep, Alessandro Tota, Ivan Brun, Joe Sacco , etc. En janvier 2017, le mémorial de la Shoah organise l'exposition Shoah et bande dessinée où figure, entre autres, le travail d'Art Spiegelman,. En 2018-2019, le Musée du Louvre organise une exposition illustrant « comment le 9e art s’approprie, entre réel et fiction, les découvertes archéologiques à l’origine des collections du Louvre ».

### Universités
En France et en Belgique, des cursus spécialisés dans l'enseignement de l'art de la bande dessinée voient le jour dès les années 1970 : l'école Saint-Luc à Bruxelles, et l'École Européenne Supérieure de l’Image, à Angoulême, sont les établissements les plus réputés.
En novembre 2015, l'université de Lancaster dans le nord-ouest de l'Angleterre annonce que Benoît Peeters sera un de ses professeurs invités pour enseigner « le roman graphique et l'art de la bande dessinée ». Cette première dans le monde de la bande dessinée montre qu'une certaine légitimité en tant qu'art commence à émerger[source insuffisante].

## Événements communautaires

### Festivals
À l'instar du cinéma, la bande dessinée a aussi ses festivals. Il s'agit d'événements généralement annuels dédiés à la bande dessinée sur un ou plusieurs jours. Les lecteurs peuvent rencontrer les auteurs et les éditeurs, assister à des conférences ou visiter une exposition de dessins ou de planches originales.
Rencontrer un auteur est également l'occasion de se faire dédicacer son album ; le temps d'attente pour l'obtenir est par contre variable suivant la popularité de l'auteur.
Dans le monde de la bande dessinée américaine et asiatique, le terme de « convention » est également utilisé pour désigner de tels rassemblements à l'image des conventions d'anime comme le Comic Market. L'une des plus célèbres des conventions américaines est le Comic-Con qui se déroule à San Diego et s'est élargi progressivement au-delà de la bande dessinée à d'autres univers comme le cinéma ou les jeux vidéo.
En France le plus important en termes de fréquentation est le festival international de la bande dessinée d'Angoulême (FIBD) qui est créé en 1974 et se déroule traditionnellement fin janvier. En Italie, le festival de bande dessinée de Lucques fondé en 1965 est un des plus anciens festivals consacrés au genre et le plus grand en Europe.

### Prix et récompenses
La plupart des prix sont décernés annuellement et s'accompagnent de la remise d'une somme d'argent ou d'un trophée. Ces prix peuvent également récompenser des dessinateurs, des caricaturistes ou des dessinateurs de presse.
Il arrive que des prix littéraires généralistes aient des catégories consacrées à la bande dessinée (prix Hugo), ou récompensent les bandes dessinées dans le cadre d'une interprétation large du mot « littéraire » comme « livre ». Dans le monde francophone, aucun prix de bande dessinée n'a l'aura des prix littéraires, le plus connu étant le Grand Prix de la ville d'Angoulême, remis lors du festival d'Angoulême depuis 1974 à un auteur pour l'ensemble de son œuvre.
- Prix Max et Moritz, prix biennal remis au festival d'Erlangen dans différentes catégories dont le prix du meilleur auteur germanophone de bande dessinée (5 000 €)
- Yellow Kid Award (1970-2005), Italie
- Prix Saint-Michel (1971-), remis dans différentes catégories lors du festival de Bruxelles, dont
Grand Prix Saint-Michel (1971-), remis à un auteur pour l'ensemble de son œuvre
Adhémar de bronze (1977-), prix biennal remis à un auteur flamand pour une œuvre récente ou l'ensemble de son œuvre
- Prix Solaris (1982-1999), remis pour une bande dessinée de science-fiction
- Prix Bédéis causa (1988-), remis dans différentes catégories lors du festival de Québec
- Prix de l'Association des créateurs et intervenants de la bande dessinée (1990-1993), remis dans deux catégories par des critiques québécois
- Prix Bédélys (1999-), remis dans différentes catégories lors du festival de Montréal
- Prix BD Québec (1999-2002), remis pour un album récent par les lecteurs du site BD Québec
- Prix Odyssée (2002), prix littéraire généraliste dont un pour une œuvre récente
- Prix Doug Wright (2005-), remis dans différentes catégories
- Prix Joe Shuster (2005-), remis dans différentes catégories
- Prix Pulitzer du dessin de presse (1922-), remis à un dessinateur de presse
- Prix Reuben (1946-), remis à auteur de comic strip ou un dessinateur de presse pour l'ensemble de son œuvre
- Prix de la National Cartoonists Society (1948-), remis dans différentes catégories
- Les Prix Töpffer de la bande dessinée, remis depuis 1997 à Genève

### Records
La bande dessinée fait l'objet de performances inscrites au livre Guinness des records. Ainsi la plus longue bande dessinée fut réalisée à Lyon à l'occasion du Lyon BD festival en 2016 sur 1,6 km dans le tunnel modes doux de la Croix-Rousse, détrônant le précédent record américain de 1,2 km.

## Dans la culture et les médias

### Communication par la bande dessinée
La bande dessinée s'impose rapidement comme un vecteur de communication efficace sur tous publics. Glénat concept est la première agence de communication par la BD (créée en 1984 et dirigée par Roger Brunel)[réf. souhaitée]. En Belgique, Cartoonbase se spécialise dans ce domaine à partir de 1997.

### Revues de bande dessinée, journalisme et critiques
Les périodiques dédiés à la bande dessinée sont généralement axés autour de chroniques d'albums, d'interviews, d'Op-Eds, et de couvertures d'événements. Parmi les plus populaires, The Comics Journal est un pilier du journalisme de la bande dessinée aux États-Unis depuis sa création en 1976.
La Comicon de San Diego décerne le prix Eisner du meilleur site ou journal d'actualité consacré à la bande dessinée (Best Comics-Related Periodical/Journalism). Les webzines WomenWriteAboutComics et Comic Book Ressources sont les deux sites les plus récemment primés encore actifs.
En France, ActuaBD est le site de référence sur l'actualité de la bande dessinée, et reste en tête des sites les plus consultés avec une rédaction d'articles journalière. Le site est partenaire de plusieurs prix, dont le prix France Bleu-ActuaBD et le Prix Couilles au Cul en marge du Festival d'Angoulême. Planète BD, BoDoÏ et BD Gest sont les trois autres sites de chroniques d'albums les plus populaires en France et en Belgique.

### Émissions de télévision consacrée à la bande dessinée
Parmi les émissions autour de la bande dessinée, on peut citer en France Tac au tac, diffusé entre 1969 et 1975 sur les chaînes de l'ORTF. Coopérant ou s'affrontant, les invités se livraient à des dessins improvisés, souvent collectifs, encadrés par des contraintes inspirées des jeux surréalistes comme le cadavre exquis. De nombreux dessinateurs de bande dessinée y ont participé, tels que Gotlib, Franquin, Mandryka, Jean Giraud, Claire Bretécher, Hugo Pratt, Uderzo, Morris…
Autres émissions, Un sur Cinq qui accueille une rubrique BD, avec Francis Slomka, entre 1975 et 1978, La Bande à Bédé, rubrique de l'émission Récré A2, diffusée le mercredi après-midi entre 1980 et 1986 ainsi qu'Un monde de bulles qui fut diffusée sur la chaîne parlementaire Public Sénat, sur le canal 13 de la TNT française de 2005 à 2013. Cette dernière créée par Jean-Pierre Elkabbach et Jean-Philippe Lefèvre, mettait en lumière les auteurs, scénaristes et dessinateurs de bande dessinée, sous forme de reportages, dévoilant ainsi les coulisses, la fabrication et le processus de ce médium. Elle y décryptait aussi les sorties, les rendez-vous spécifiques liés à ce thème tels que les festivals et passait parfois des bandes annonces des films basés d'après ce support.

### De la bande dessinée au cinéma
Les industries de la bande dessinée et du cinéma sont nées en même temps et ont beaucoup de traits communs (la séquence, la narration, les plans). Des passerelles ont naturellement relié ces deux médias. Longtemps, les adaptations de bandes dessinées au cinéma (ou en séries télévisées) ont été des productions à petit budget et sans grandes ambitions artistiques (avec quelques exceptions, comme Barbarella) : Lucky Luke, Gros Dégueulasse, Fais gaffe à la gaffe (Gaston Lagaffe), Spiderman. Aux États-Unis, au début des années 1980, de véritables films adaptés de bandes dessinées ont vu le jour, revisitant les classiques du comic-strip : Popeye par Robert Altman, Annie par John Huston, Flash Gordon, Dick Tracy, Superman par Richard Lester, etc.
À la fin des années 1980, une nouvelle voie est ouverte par Tim Burton avec son Batman : ayant grandi avec les comics et ayant suivi les évolutions récentes du genre (Frank Miller, Alan Moore), Burton filme Batman comme un conte sombre et dramatique. Enfin on prend un super-héros au sérieux. Le progrès des effets spéciaux numériques, au cours des années 1990, a permis de rendre presque crédibles visuellement les effets exubérants autrefois imaginés par Stan Lee et Jack Kirby, ce qui aboutira à la création d'une grande quantité de films inspirés par les comic-books : Spider-Man par Sam Raimi, les X-Men, Daredevil, Catwoman, La Ligue des gentlemen extraordinaires, The Crow, etc.).
Les héros de bandes dessinées francophones tels que : Astérix, Bécassine et le Trésor viking, Les Aventures de Tintin : Le Secret de La Licorne, Sur la piste du Marsupilami, Titeuf, le film, Boule et Bill, Largo Winch, Les Aventures extraordinaires d'Adèle Blanc-Sec, Les Schtroumpfs et plus récemment Les Profs, bénéficient de moyens équivalents.